# (149349) 2002 VA131
2002 في أي 131 (ويعرف أيضًا باسم (149349) 2002 في أي 131 وفق تسمية الكوكب الصغير) (بالإنجليزية: 2002 VA131)‏ هو كويكب ضمن حزام الكويكبات؛ وترتيبه 149349 من حيث الاكتشاف.
اكتُشف هذا الجُرم الفلكي بواسطة مارك ويليام بوي في 9 نوفمبر 2002.

## وصلات خارجية
- (149349) 2002 VA131 في قاعدة بيانات مختبر الدفع النفاث لأجرام النظام الشمسي الصغيرة

- الاكتشاف · مخطط المدار ·  العناصر المدارية · المعلمات المادية

- (149349) 2002 VA131 على موقع ويكي سكاي: DSS2, SDSS, GALEX, IRAS, Hydrogen α, X-Ray, Astrophoto, Sky Map, Articles and images